# Мерчалово
Мерчалово — деревня в Наро-Фоминском районе Московской области, входит в состав муниципального образования Городское поселение Верея. На 2006 год постоянного населения не зарегистрировано, в деревне числятся 3 улицы и 3 садовых товарищества. До 2006 года Мерчалово входило в состав Симбуховского сельского округа.
Деревня расположена в западной части района, на левом берегу реки Протва, в 2,2 км к северо-западу от города Верея, высота центра над уровнем моря 206 м. Ближайшие населённые пункты в 1,5 км — Рождествено на юго-восток, Митяево на юг и Золотьково на северо-запад.
История: первое упоминание в 1766 г. - "Мерчалово - сельцо Городского стана, владение капитана Василия Андреева сына Выродова, межевал 1766г. Рудометов. всего 15 домов , 77 душ"- описание сел и деревень Московской губернии, Верейский уезд.